# Japanse cinema
De Japanse cinema (Japans: 日本映画, Nihon eiga) was in 2011, gemeten naar het aantal producties per jaar, de op vier na grootste ter wereld. Na Bollywood, Nollywood, de Amerikaanse cinema en de Chinese cinema.
De Japanse cinema is slechts een paar jaar jonger dan de Europese en Amerikaanse. In 1897 werd al een film opgenomen met impressies van Tokio en in 1898 begon men met de eerste speelfilms.

## Speciale genre's
De Japanse filmwereld heeft een aantal specifieke genre's.
- Jidaigeki: Dit zijn films die in het verleden spelen. Vaak in de Edoperiode (1603–1868) of een eerder historisch moment in de Japanse geschiedenis. De samoeraifilms zijn hiervan weer een subgenre. Met Gendaigeki worden films die in de huidige tijd spelen aangeduid. Films over het leven van alledag van gewone mensen worden Shomingeki genoemd.
- J - Horror: De Japanse cinema kent haar eigen specifieke horrorgenre. Dit is in het Westen bekend geworden door de film Ringu die in Amerika opnieuw verfilmd werd onder de naam The Ring.
- Tokusatsu of Kaiju: Dit zijn monsterfilms. De Godzilla-films, waarvan de eerste in 1954 werd gemaakt.
- Pink films: Erotische films.
- Anime: Tekenfilms die in het Westen vaak mangafilms genoemd worden. Manga is echter de benaming voor de stripboeken. Anime's hebben vaak een erotische ondertoon, met name de Mecha- en Hentaifilms.
- Sciencefiction: waarbij de setting vaak cyberpunk is.
- Yakuzafilms: over de Yakuza, de Japanse maffia.

## Succes buiten Japan
In de jaren vijftig waren er een aantal Japanse films die ook buiten Japan succesvol waren en die op hun beurt weer Amerikaanse filmmakers inspireerden.
Zoals De zeven samoerai die in Amerika herschreven werd tot Western onder de naam The Magnificent Seven en Godzilla die met flinke aanpassingen ook in de Amerikaanse bioscopen kwam en waar later nog twee Amerikaanse remakes van gemaakt werden. Andere films die ook succesvolle waren, zijn Tokyo Monogatari (ook bekend als Tokyo Story), Ugetsu en Rashomon.